# Gingerdead Man vs. Evil Bong
Gingerdead Man vs. Evil Bong es una película de comedia y terror, crossover de 2013 estadounidense producida por Full Moon Features, sobre una batalla entre los personajes mencionados de las saga de películas, Gingerdead Man y Evil Bong. La película fue lanzado 29 de octubre de 2013 en sitio web de Full Moon Features como streaming de vídeo, con un lanzamiento mayor el 12 de noviembre de 2013.

## Argumento
El demoniaco asesino en serie  Gingerdead Man busca venganza contra Sarah Leigh ( Robin Sydney ) por hacerle vivir su vida en el cuerpo de un hombre de pan de jengibre. La única esperanza de Sarah es hacer equipo con Larnell (John Patrick Jordan) que tiene sus propios problemas ya que el mágico hablador bong llamado Eebee (Michelle Mais) ha sido liberado una vez más.
Los cuerpos comienzan a acumularse mientras el Gingerdead Man crea un camino de caos. La única esperanza para Sarah y Larnell es buscar ayuda del cobarde Bong consiguiendo que los dos monstruos  luchen una guerra en el Mundo Bong.

## Reparto
- Michael A. Shepperd como King Bong (voz).
- Bob Ramos como The Gingerdead Man (voz).
- Tokie Jazman como Rasta Brownie (voz).
- Victoria De Mare como Tart (voz).
- Philip Kreyche como Cream Puff (voz).
- Jacques Aime LaBite como Baguette (voz).
- Michelle Mais como Evil Bong / Eebee (voz).
- Robin Sydney como Sarah Leigh / Luann.
- Tian Wang como Turista asiático.
- John Patrick Jordan como Larnell.